# 里沃尼希
里沃尼希是德国莱茵兰-普法尔茨州的一个市镇。总面积7.78平方公里，总人口732人，其中男性361人，女性371人（2011年12月31日），人口密度94人/平方公里。